# Electronic Data-Gathering, Analysis, and Retrieval
Electronic Data-Gathering, Analysis, and Retrieval (EDGAR) est une base de données contenant les données relativement aux entreprises qui doivent être inscrites au registre des sociétés de la Securities and Exchange Commission des États-Unis (SEC),,. EDGAR valide, indexe, accepte et transmet les soumissions des entreprises.

## Histoire
EDGAR existe officiellement depuis 1993. Pour cette raison, ce ne sont pas toutes les sociétés par actions qui sont inscrites de façon électronique au registre de la SEC. 
De 1993 à 1996, les inscriptions à EDGAR se faisaient de façon volontaire. À partir du 3 mai 1996, toutes les inscriptions devaient se faire obligatoirement auprès d'EDGAR. Cependant, des exemptions s'appliquent pour certains types de sociétés. 
À partir du 4 novembre 2002, toutes les sociétés d'origine étrangère et tous les gouvernements étrangers doivent transmettre à EDGAR les informations exigées par la SEC. Avant cette date, la transmission électronique se faisait sur une base volontaire.
En 2008, EDGAR reçoit environ 3 000 soumissions par jour.
Le 1er septembre 2008, la SEC a annoncé qu'elle remplacera EDGAR, créé dans les années 1980, par un nouveau système de base de données plus performant : Interactive Data Electronic Applications (IDEA),.

## Description
Son interface étant en anglais, EDGAR est librement accessible via le web ou par FTP. 
Pour qu'une soumission soit officiellement reconnue par EDGAR, elle doit être transmise sous forme de texte ou en HTML. Lorsqu'une inscription est acceptée par EDGAR, elle reçoit un Central Index Key (CIK), un identifiant unique à 10 chiffres permettant de la retrouver facilement parmi les données d'EDGAR,.
Certaines informations obligatoires ne peuvent être transmises à la SEC via EDGAR. 
Les sociétés n'ont pas besoin de saisir dans EDGAR leurs rapports financiers transmis aux actionnaires, mais certaines le font. Les fonds de placement sont cependant obligés de le faire. Par contre, le rapport annuel appelé Form 10-K (ou Form 10-KSB), qui contient en pratique les mêmes informations, doit être saisi dans EDGAR.

## Critique
Pour chaque société inscrite au registre, EDGAR peut transmettre une foule d'information à qui le demande. Par contre, celle-ci est le plus souvent difficile à décoder.